# Jacaratia spinosa
Espèce
Classification APG III (2009)
Statut de conservation UICN

 LC  : Préoccupation mineure
Synonymes
- Carica dodecaphylla Vell.
- Carica spinosa Aubl. - Basionyme
- Jacaratia actinophylla Pohl ex Solms
- Jacaratia costaricensis I.M. Johnst.
- Jacaratia dodecaphylla (Vell.) A. DC.
- Jacaratia dodecaphylla fo. longiflora Hassl.
- Jacaratia dodecaphylla var. lucida Hassl.
- Papaya spinosa (Aubl.) DC.[1]

Jacaratia spinosa est une espèce d'arbre fruitier néotropical, appartenant à la famille des Caricaceae (la famille du papayer).
C'est l'espèce type du genre Jacaratia (Aubl.) A.DC.
Au Suriname, on l'appelle Awara-oedoe (Sranan tongo), toekoemaw-oedoe (Paramaka), Somi-oedoe (Djuka). Au Brésil, on le nomme Jaracatiá, Mamãozinho, Chamburu, Mamoeiro-bravo ou Mamoeiro-de-espinho. On le connaît aussi sous les noms de Yacaratiá en Argentine et wild mango (Anglais).

## Description
Jacaratia spinosa est un arbre dioïque à feuillage caduque (avant la floraison en saison sèche), ramifié uniquement dans la partie supérieure, avec une couronne ouverte et étroite, et produisant un latex abondant. 
Son tronc cylindrique, épais et non ligneux, atteint 8-20(-40) mètres de haut, pour 15-35(-100) centimètres de diamètre. 
L'écorce est lisse, gris pâle, dure, épaisse jusqu'à 2,5 cm.
Le jeune tronc et les branches sont parsemés d'épines coniques, courtes et robustes.
Le bois moelleux, blanc, extrêmement mou, peut être fendu à la petite cuillère. 
Les feuilles sont  alternes, composées palmées.
Le pétiole glabre est long de ((5-)6 à 23(−25) cm).
Les (3)5-12 folioles sont membraneuses, subsessiles, glabres et luisantes, mesurent (4,5-)6,5-16(-18) x (1-)2-5,5(-6) cm, de forme étroitement obovales, lancéolées ou elliptiques-oblongues, à apex aigu, acuminé ou ± obtus, et à base atténuée ou avec un pseudopétiolule, comportent l3-15 paires de nervures secondaires.
La face adaxiale est glabre, vert foncé et ± brillante, avec nervure principale et secondaires imprimées, et des stipelles triangulaires bien visibles, longues d'environ 1 mm. 
La face abaxiale est généralement glauque, de couleur beaucoup plus claire, parsemée de petits points noirs, avec les nervures secondaires légèrement saillantes, et les nervures tertiaires aplaties, et avec les stipelles formant un anneau denté large de 1 mm.
L'inflorescence mâle est une panicule axillaire cymeuse glabre atteignant 20 cm de long (dont 6-12 cm pour le pédoncule), avec de petites bractées. 
Les fleurs staminées (mâles) sont verdâtres, avec un pédicelle long de 3-4 mm. 
Les 5 sépales ovales imbriqués, à apex obtus, mesurent environ 1 × 1,5 mm et forment un tube long de 1 mm.
Les pétales sont soudés à leur base en un tube long d'environ 7-10(-17) mm à l'intérieur poilu, avec des lobes mesurant 5-10 x 1,5-2 mm, de forme linéaires-ovales à étroitement elliptiques, à apex obtus, plus ou moins incurvé. 
Les étamines du verticille extérieur ont des filets, soudés, densément pileux, longs de 1 à 2 mm, et des anthères apiculées longues de 1,5 à 2 mm, et le connectif parfois prolongé.
Celles du verticille intérieur ont des filets pileux, longs de 0,2 mm, avec des anthères longues de 1,5 à 2 mm et un connectif prolongé. 
On note l'existence d'un pistillode subulé, long d'environ 5-10 mm. 
L'inflorescence femelle est réduite à une fleur pistillée, solitaire, axillaire, à pédoncule épineux long de 3-8 cm. 
Le tube du calice est glabre et long de 1 à 1,5 mm, avec des lobes ovales mesurant 1,5-2 mm. 
Le tube de la corolle atteint jusqu'à 2 mm de longueur, avec des pétales verdâtres, lancéolés ou linéaires, longs de 20-35 mm, presque libres (seulement soudés à la base). 
L'ovaire est ovoïde, long de 20 mm, avec une stigmate linéaire, long de 6 mm. 
Le fruit est une baie glauque, devenant jaune orangé, de forme ellipsoïde à piriforme longue, à pulpe riche en latex, et mesurant 4-l0x 2,5-4,5 cm de longueur. 
Il contient des graines noires ovoïdes, couvertes d'un sarco-testa visqueux, et un scléro-testa finement strié,,,

## Répartition
Jacaratia spinosa est présent du Nicaragua, jusqu'au nord-est de l’Argentine et au sud du Brésil, en passant par El Salvador, le Pérou, l'Équateur, le Guyana, le Suriname et la Guyane. Il est étonnamment absent du Venezuela, de la Colombie et de la haute Amazonie. Il serait cultivé localement au sud du Mexique, et en Floride.

## Écologie
Jacaratia spinosa est une espèce pionnière peu commune, à croissance rapide, qui pousse de façon clairsemée dans les forêts tropicales de terre ferme non inondée.
En Guyane, Jacaratia spinosa fleurit en Octobre et fructifie en Décembre et Mars.
Les fruits de Jacaratia spinosa sont consommés par une faune très variée : tapir,
singe hurleur brun,
pécari à lèvres blanches, pécari à collier, opossum à oreilles blanches, tégu noir et blanc, atèle laineux, humains, et de nombreux oiseaux.
On a étudié l'anatomie des feuilles de Jacaratia spinosa  et la biologie de la pollinisation de cette plante dioïque, et le rôle des colibris (notamment Chlorostilbon aureoventris) dans celle-ci.
Les rongeurs jouent un rôle important dans la dissémisnation des graines de Jacaratia spinosa au Costa Rica.

## Culture
Jacaratia spinosa est rarement cultivé, pour la production de fruits ou à des fins ornementales, mais cette espèce très rustique, à croissance extrêmement rapide, mériterait d'être cultivée dans des vergers domestiques ou commerciaux. 
On peut la multiplier par graines uniquement.
On a mis au point des méthodes efficaces pour éliminer le mucilage du sarco-testa des graines, car ce dernier réduit leur capacité germinative.
On a testé la résistance de ses graines aux champignons phytopathogènes (notamment Rhizopus, Penicillium, Fusarium et Aspergillus). Il en résulte que l'élimination du sarco-testa est essentielle pour obtenir des graines de bonne qualité sanitaire.
On a recherché les substrats de culture les plus propices à sa germination et sa croissance.
La culture in vitro de Jacaratia spinosa a aussi été étudiée.

## Utilisations
Marcgrave déclarait à son époque que les fruits verts donnaient un latex astringent qui contracte la langue, mais que ceux tombés à pleine maturité sont consommables crus ou cuits. 
Aublet mentionne que le latex produit des cloques sur la peau. 
Pio Correa rapporte que le latex des fruits frais fait gonfler les lèvres de celui qui les mange, mais que légèrement grillées, elles sont agréables.
En définitive, les fruits de Jacaratia spinosa sont comestibles cuits ou crus (mais il est recommandé dans ce dernier cas inciser la peau pendant un certain temps pour éliminer l'abondant latex). 
Une étude de la toxicité d'extrait de fruits de Jacaratia spinosa suggère qu'une consommation de fruits frais en grande quantité ou pendant une longue période peut avoir des effets néfastes sur la santé.
Les fruits verts peuvent être utilisés pour la confection de confitures ou cuits comme légumes.
On recommande plutôt les fruits très mûrs (qui viennent de tomber de l'arbre), qui peuvent être utilisés dans la préparation de bonbons « jaracatiada-cascão », de fruits secs, de gelées ou de liqueurs.
Ils peuvent servir à la fabrication de crèmes glacées et de mousses, en raison de leur couleur intense et de leur arôme agréable. Les fruits confits « tâmara de jaracatiá » présentent notamment un très fort potentiel commercial. 
Les fruits de Jacaratia spinosa ont été étudiés sous diverses approches (propriétés physiques, physico-chimiques, phytochimiques, biologiques, capacité de conservation et éventuellement toxicologiques), pour faciliter leur commercialisation,.
Alors que la plupart des bois soit à la base indigeste pour l'homme en raison de leur teneur élevée en lignine, celui de Jacaratia spinosa ne contient très peu de lignine, environ 10 % de cellulose, et le reste est principalement constitué d'eau. 
Aussi, le "bois", ou plutôt la moelle des racines, de la tige et des branches épaisses de Jacaratia spinosa, est également comestible, et sert pour divers usages.
En Argentine, on la consomme légèrement grillée, comme les fruits (pour inactiver le latex), et est servi comme un mets délicat dans les restaurants.
Au Brésil on la prépare imbibée de miel ou de sirop, sous forme de bonbons au chocolat ou sous forme de confiture, de gelée aromatisées à la "sciure de bois". Le bois est doux et fibreux et son goût a été comparé aux châtaignes. 
Dans l'État de São Paulo, la moelle râpée est traditionnellement ajoutée à la cassonade, ce qui lui donne une texture et une saveur agréables. On la consomme sous forme de bonbons au sirop, de tablettes, de gâteaux, de pain et de farofa croustillante.
Des analyses ont révélé que cette moelle est une excellente source de potassium,.
Les fruits sont signalés comme remède contre divers types de maladies. 
Les extraits de feuilles et d'écorce de Jacaratia spinosa montrent une activité microbienne contre les souches bactériennes Gram-positives et Gram-négatives, et sont une source naturelle prometteuse de nouvelles substances
En Guyane, les Busi nenge ont pour usage de consommer les larves de développant dans les troncs morts de Jacaratia spinosa.

## Protologue

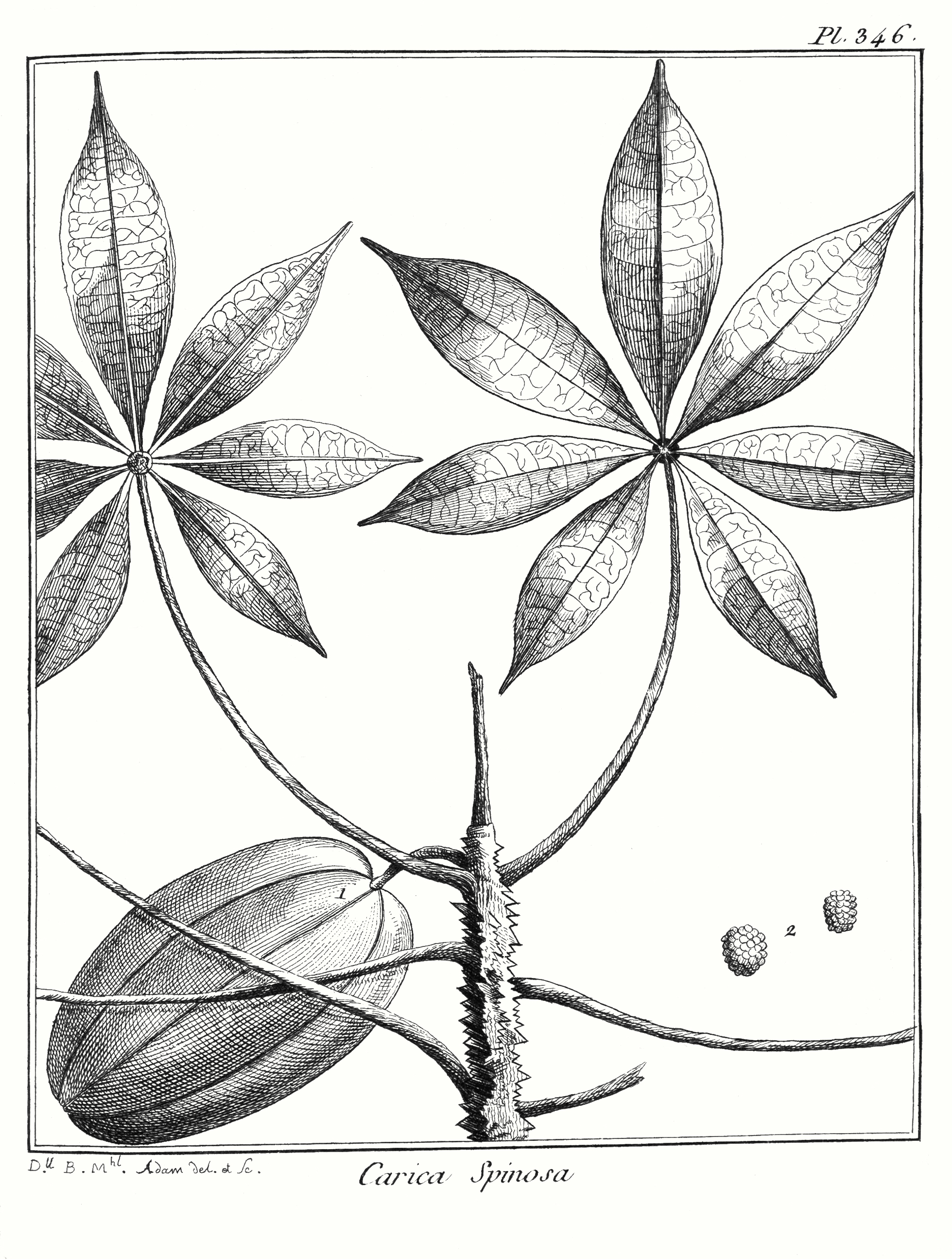
Jacaratia spinosa : Planche 346 par Aublet (1775)
Son fruit & ſes graines ſont repréſentés de grandeur naturelle. - 1. Baie - 2. Semences.

En 1775, le botaniste Aublet propose le protologue suivant pour Jacaratia spinosa : 
« CARICA (ſpinoſa) foliis digitatis, foliolis integerrimis. (Tabula 346.) 
Jaracatia Braſilienſibus. Marcgr. p. 128.
Arbor trunco triginta-pedali, redo, infernè craſſo, ſupernè ſenſim tenuiori, cortice rufeſcente, ligno molli & lacteſcente ; rami plures, inordinati; ſuperiores inferiaribus breviores, trunci partent ſupernam, in pyramidem efformant: truncus, & rami armantur ſpinis brevioribus, craſſiſculis. Folia alterna, digitaca ; foliolis ſeptem in orbem diſpoſitis, longè petiolatis, ovato-oblongis, acuminatis, integerrimis, ſupernè glabris, viridibus, infernè ſubtomentoſis, candicantibus. Folia inferiora, ſuperioribus minora. Fructus axillares, ſolitarii, ovaco-oblongi, lutei, quinque-ſulcati, glabri, pedunculati, uniloculares. Semina numeroſa, ſubrotunda, variè ſulcata, ſpera, guſtu acri, membrana obvoluta, & placentæ carnoſæ, pulpoſæ, luteas, eduli affixa. 
Fructum ferebat Februario. 
Habitat in locis territorii Caux aqua marina aliquando ſubmerſis. 

Nomen Gallicum PAPAYER SAUVAGE. »

« LE PAPAIER sauvage. (PLANCHE 346.)
Cet arbre s'élève à trente pieds ; ſa tête a une forme conique ; ſon tronc a environ dix à douze pieds de longueur, ſur un pied de diamètre. Son écorce eſt rougeâtre, mince, liſſe, couverte d'épines. Son bois eſt blanc, ſpongieux, rempli d'un ſuc blanchâtre & âcre, qui cauſe ſur la peau une inflammation éréſipélateuſe. Ce tronc, à meſure qu'il s'élève, diminue de groſſeur, & donne à ſon ſommet des branches chargées de quelques rameaux; les branches & les rameaux ſont armés d'épines, & garnis de feuilles palmées & alternes ; elles ſont compoſées de ſept folioles liſſes, entières, ovales, terminées en pointe, vertes en deſſus, & blanchâtres en deſſous ; elles ſont rangées en main ouverte à l'extrémité d'un pédicule liſſe, cylindrique & long de cinq à ſix pouces ; les plus grandes folioles ont cinq pouces de longueur, ſur environ un pouce & demi de largeur. De l'aiſſelle des feuilles naiſſent des fruits jaunes, ſolitaires, attachés à un pédoncule. Ce fruit eſt une baie ovoïde, liſſe, marquée de pluſieurs lignes longitudinales ; dont la chair eſt jaune, ſucculente, & dont le centre forme une loge couverte & remplie de graines rouſſâtres, ſphériques & chagrinées. 
Je n'ai pas eu occaſion de voir l’individu mâle. J'ai trouvé l'individu femelle à Caux dans des marais ſaumâtres. 
Cet arbre eſt appellé PAPAYER SAUVAGE par les Nègres. 
II étoit en fruit dans le mois de Février. »

— Fusée-Aublet, 1775.

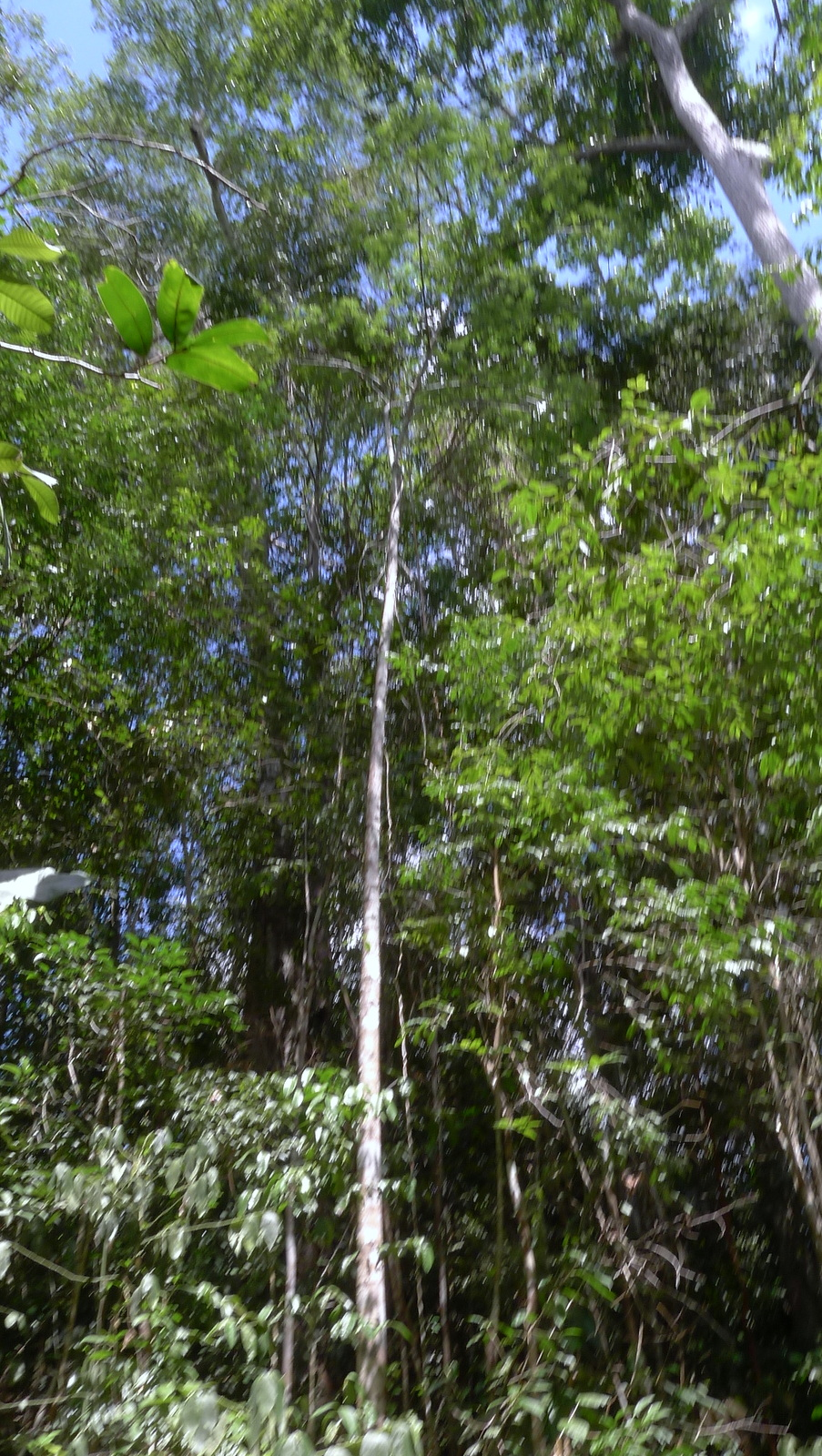
Pied de Jacaratia spinosa en forêt dans la région de Bahia (Brésil)
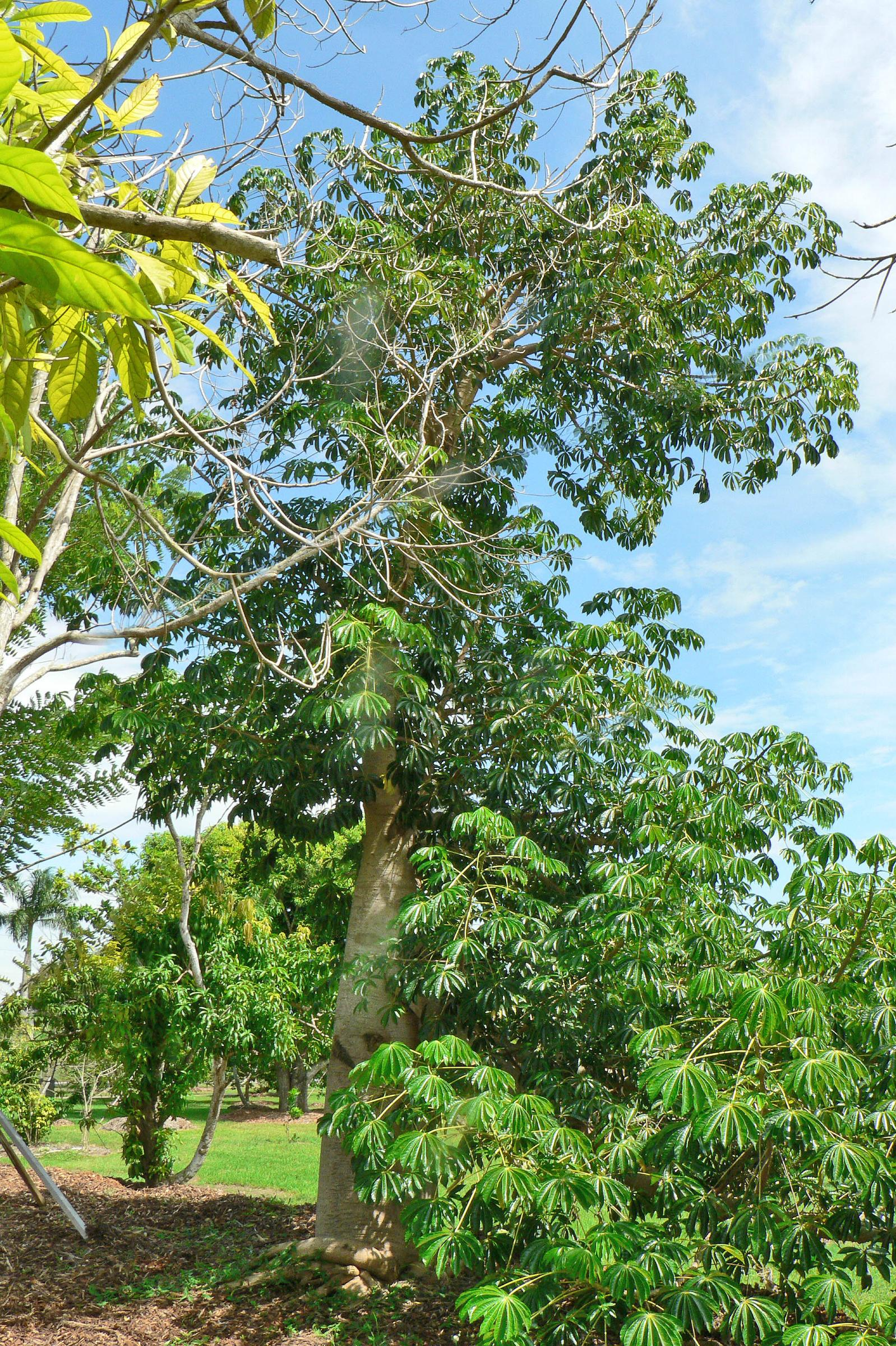
Pied de Jacaratia spinosa cultivé en Floride ( The Jacaratia spinosa Fruit & Spice Park, Homestead)
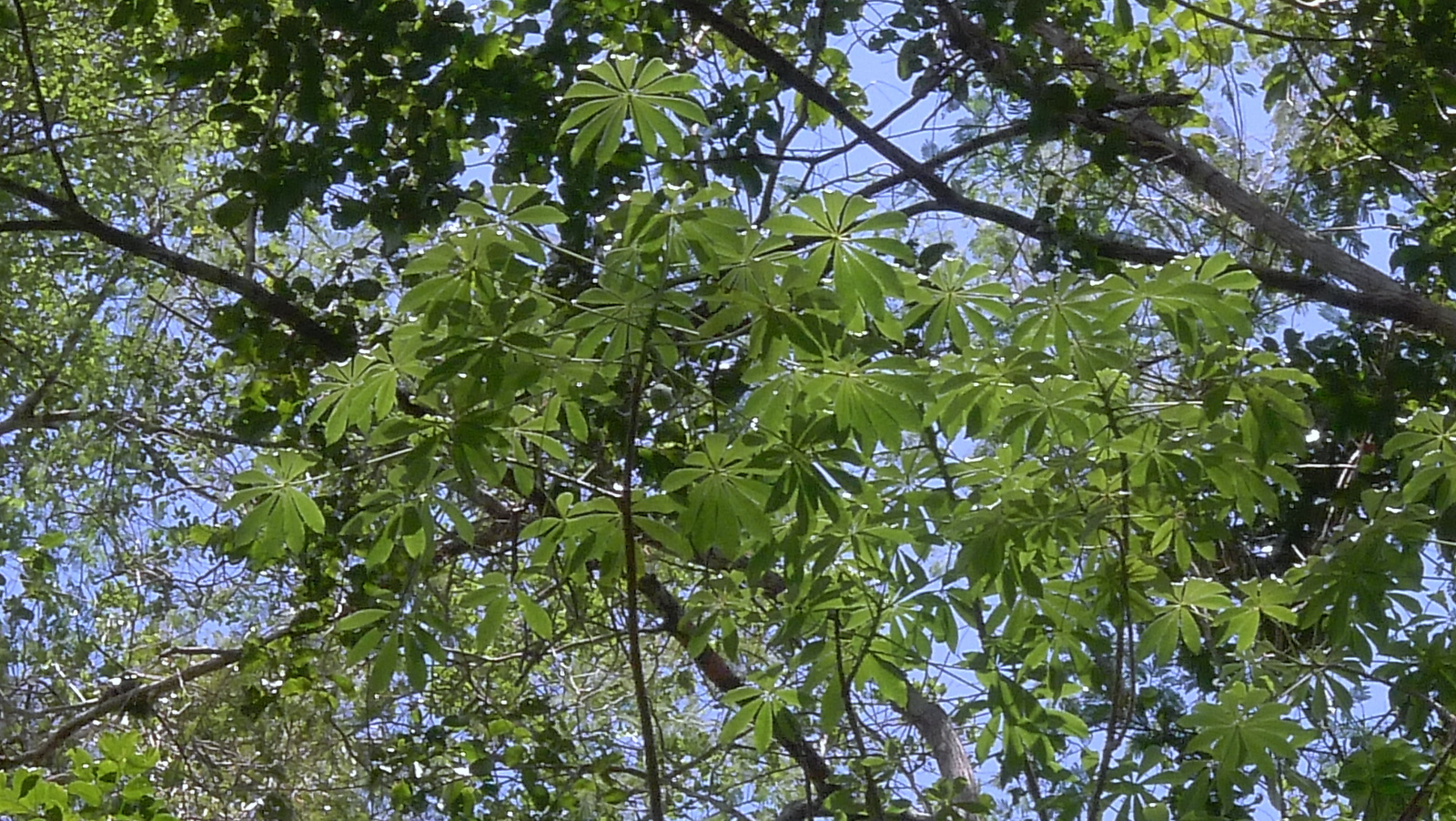
Houppier de Jacaratia spinosa
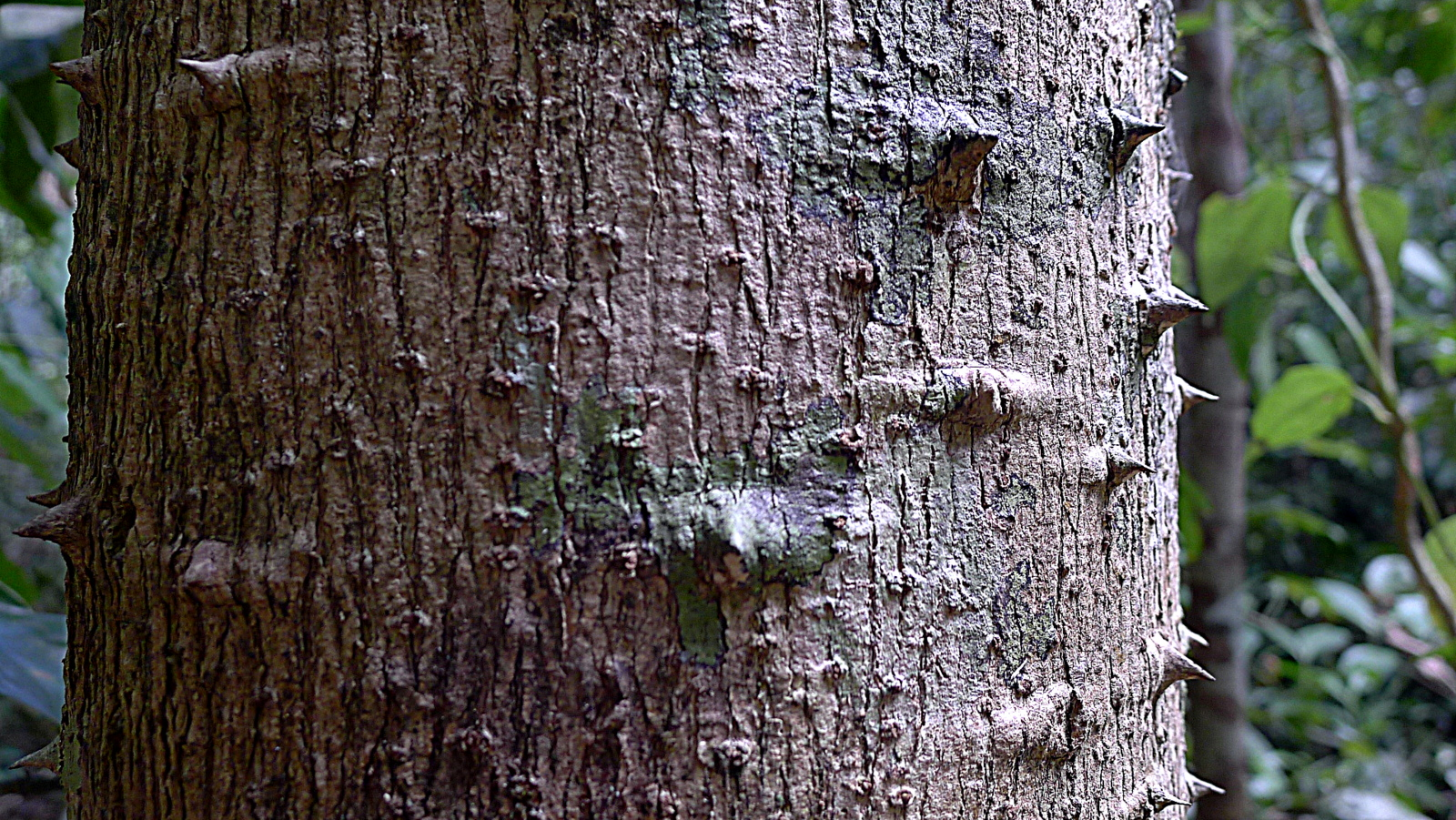
Écorce épineuse de Jacaratia spinosa
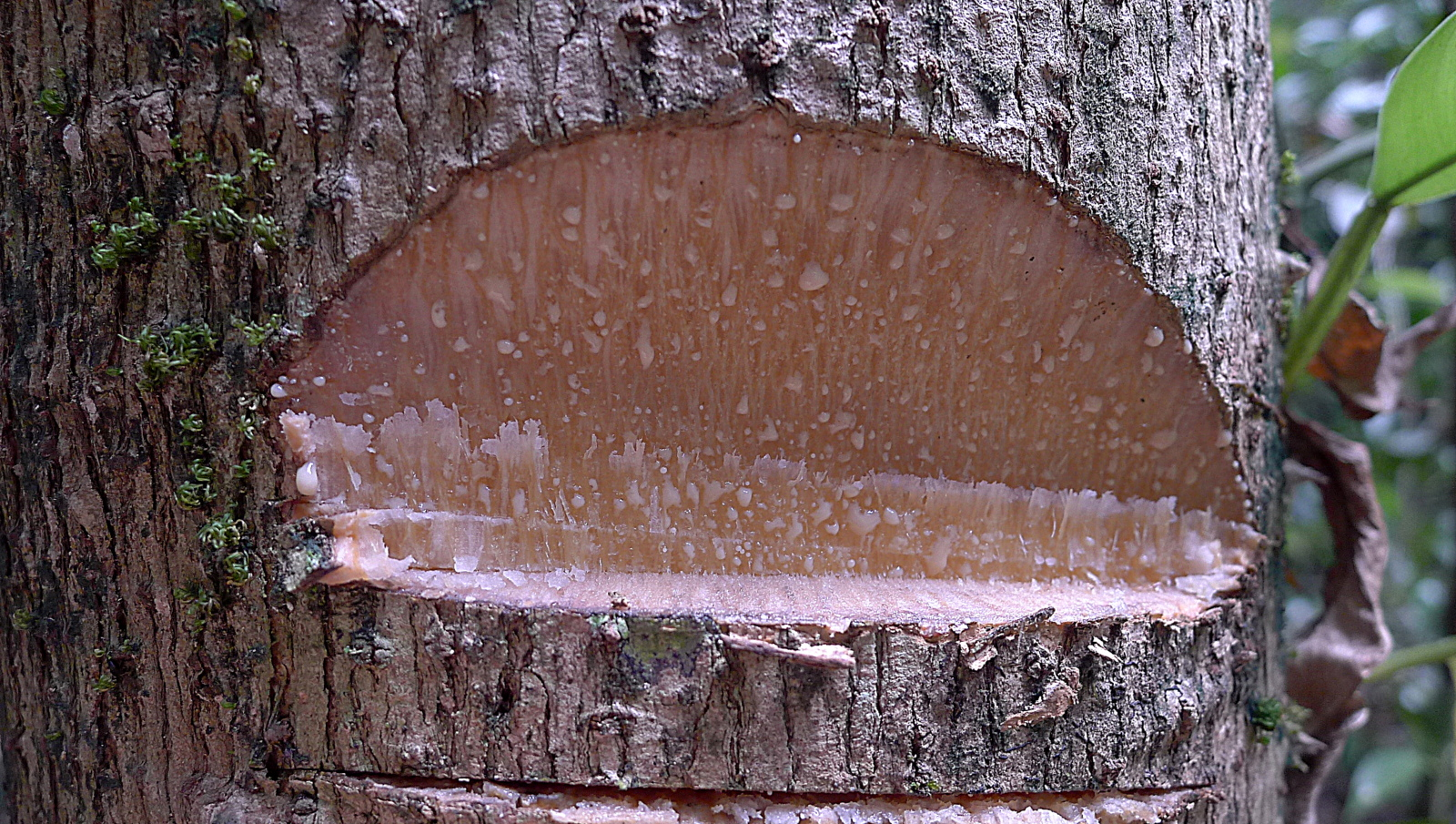
Flachis de Jacaratia spinosa
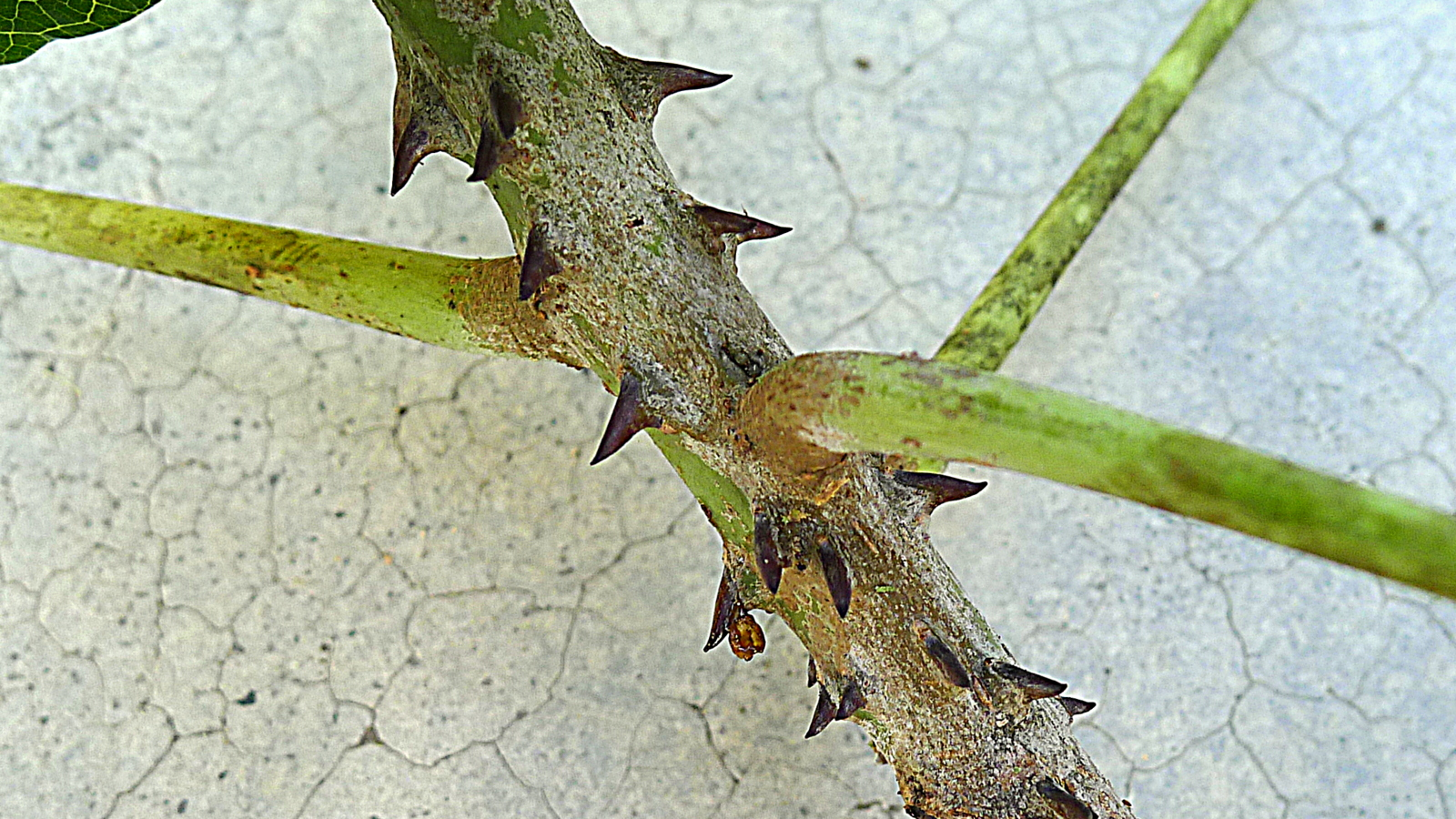
Tige épineuse de Jacaratia spinosa
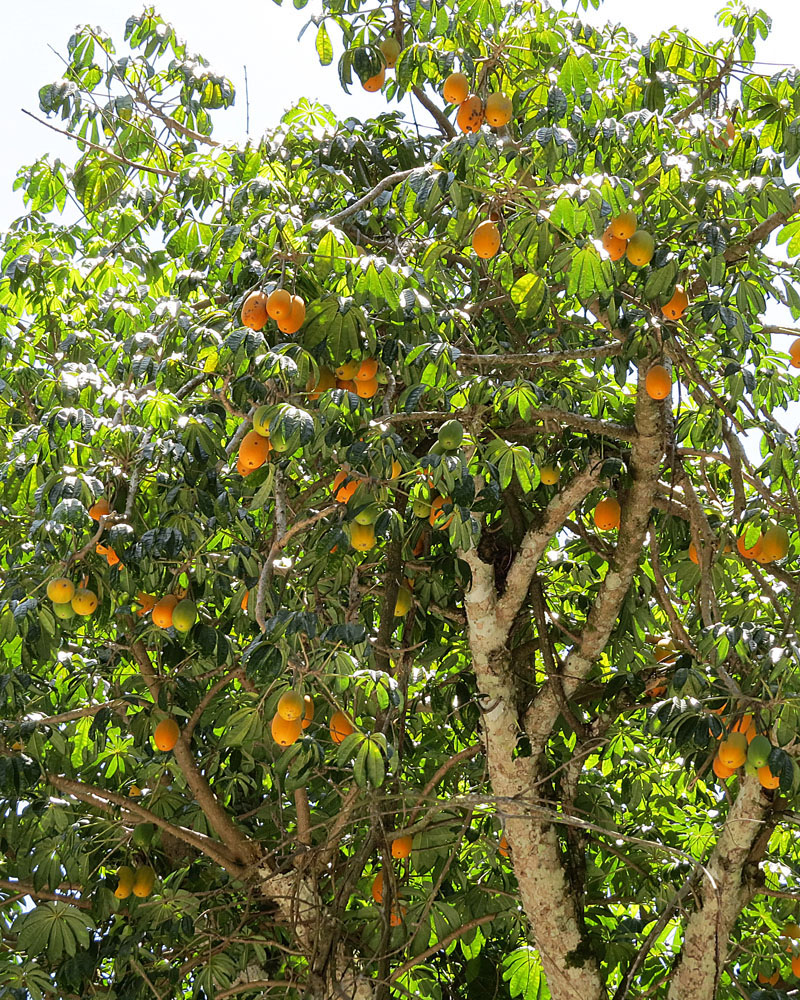
Houppier fructifère de Jacaratia spinosa dans la région d'Iguazu
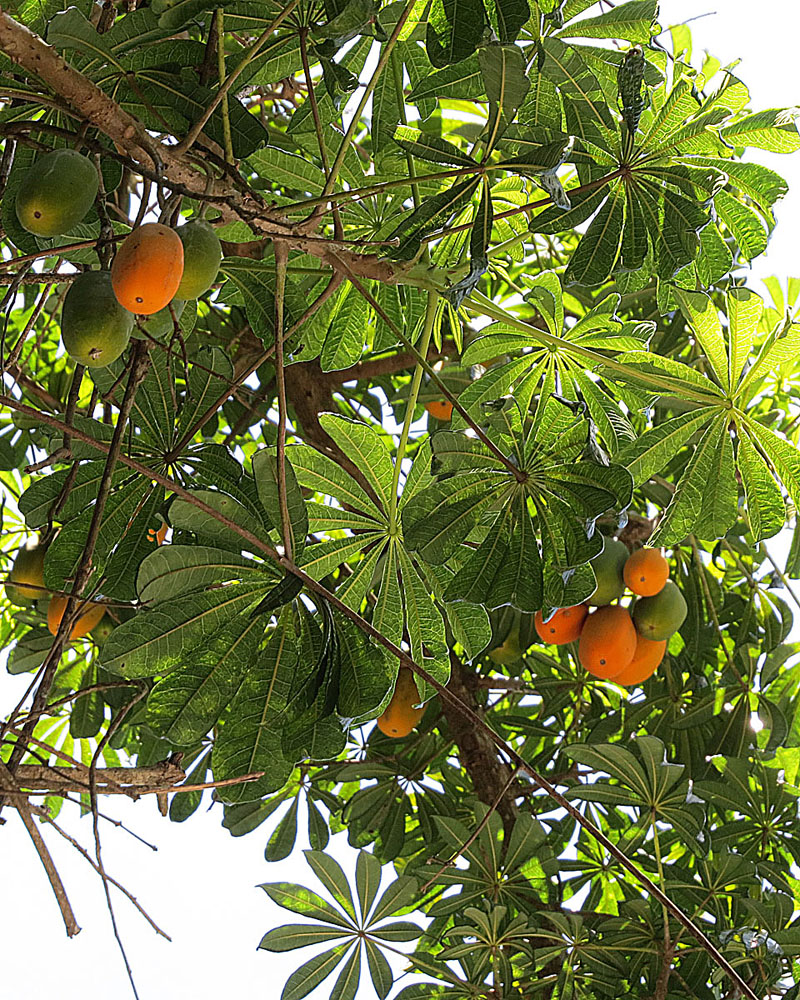
Branche fructifère de Jacaratia spinosa au nord-est de l'Argentine
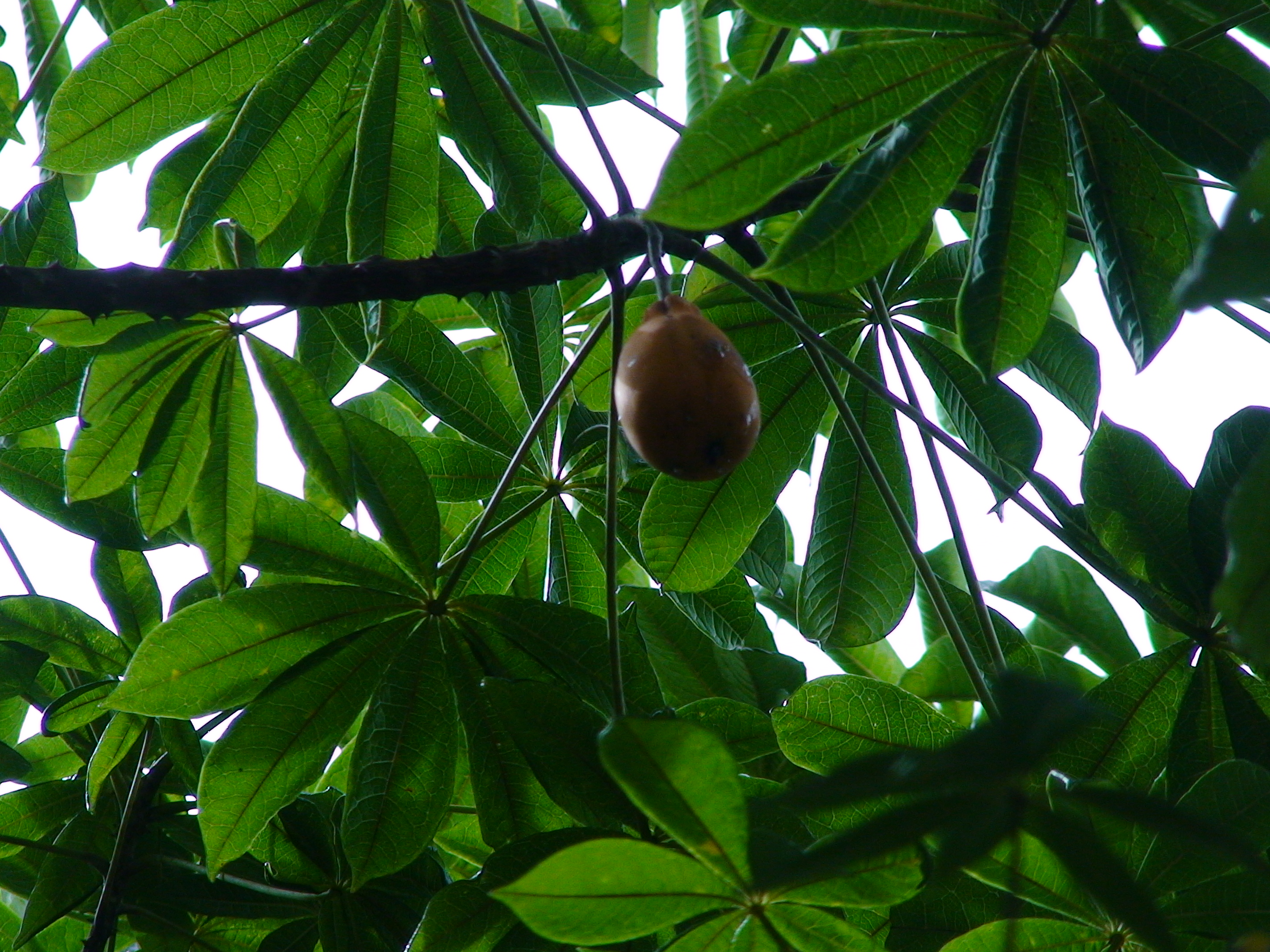
Fruit de Jacaratia spinosa
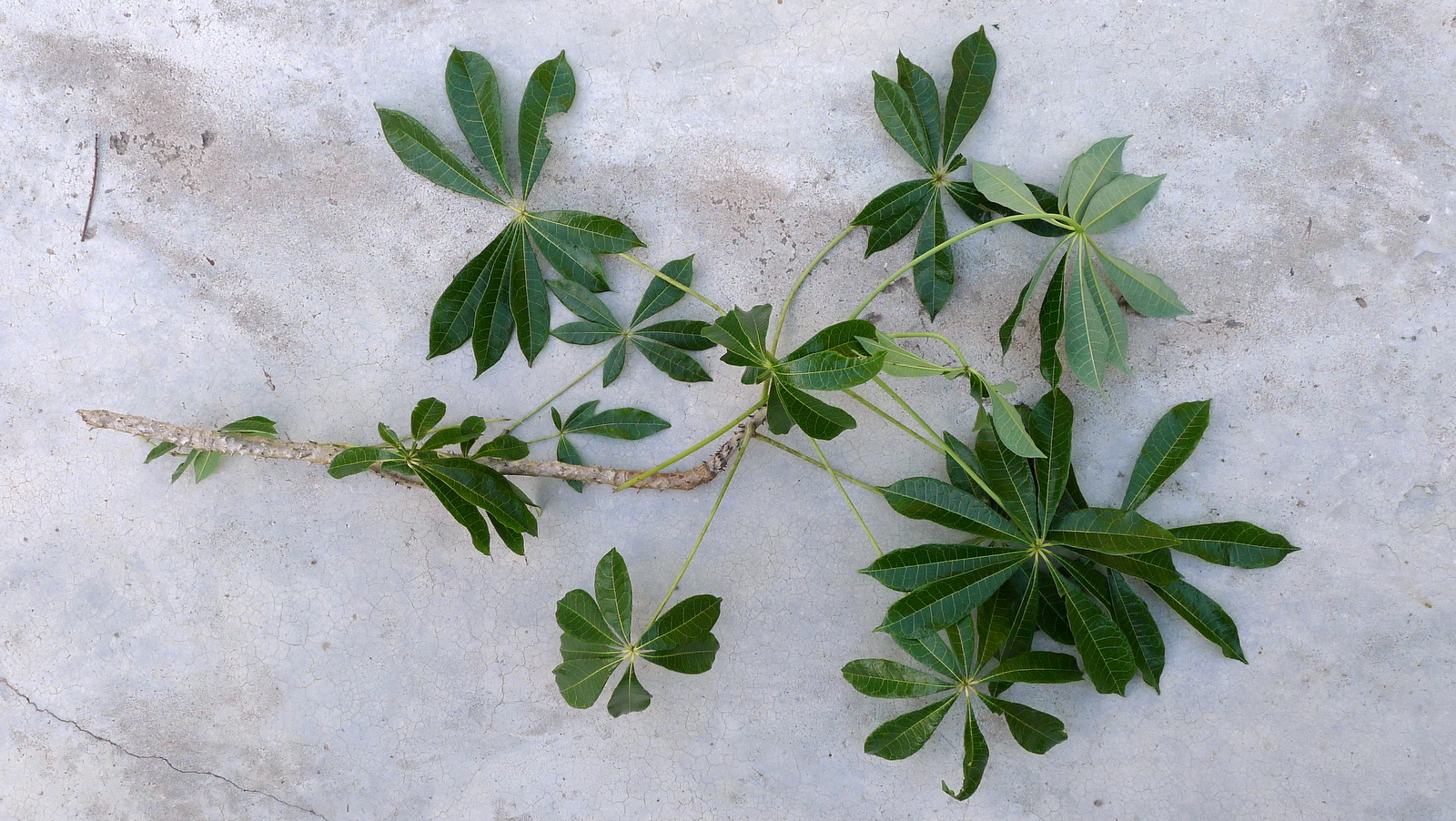
Rameau feuillé de Jacaratia spinosa
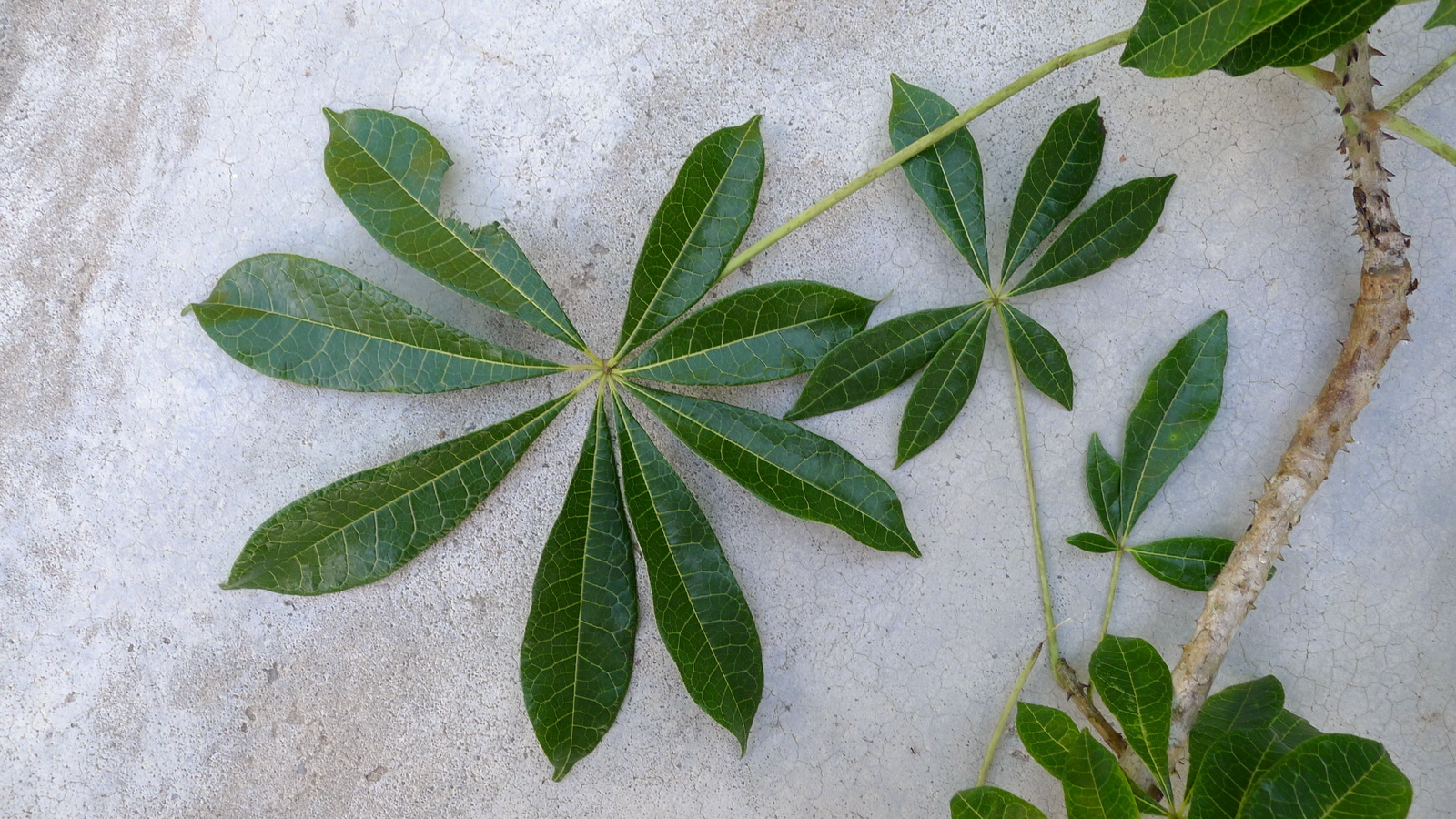
Rameau feuillé de Jacaratia spinosa
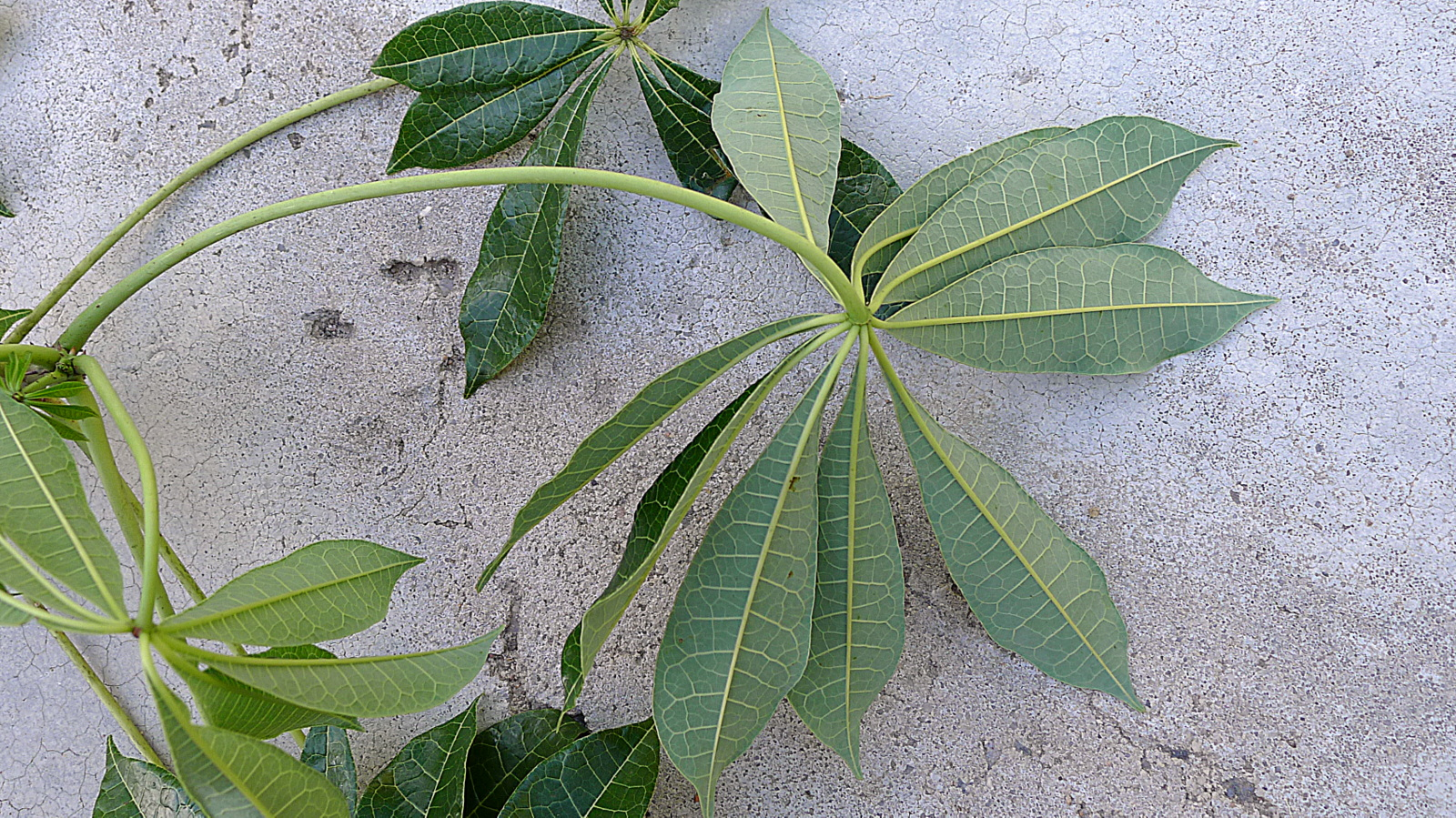
Feuille de Jacaratia spinosa (face inférieure)
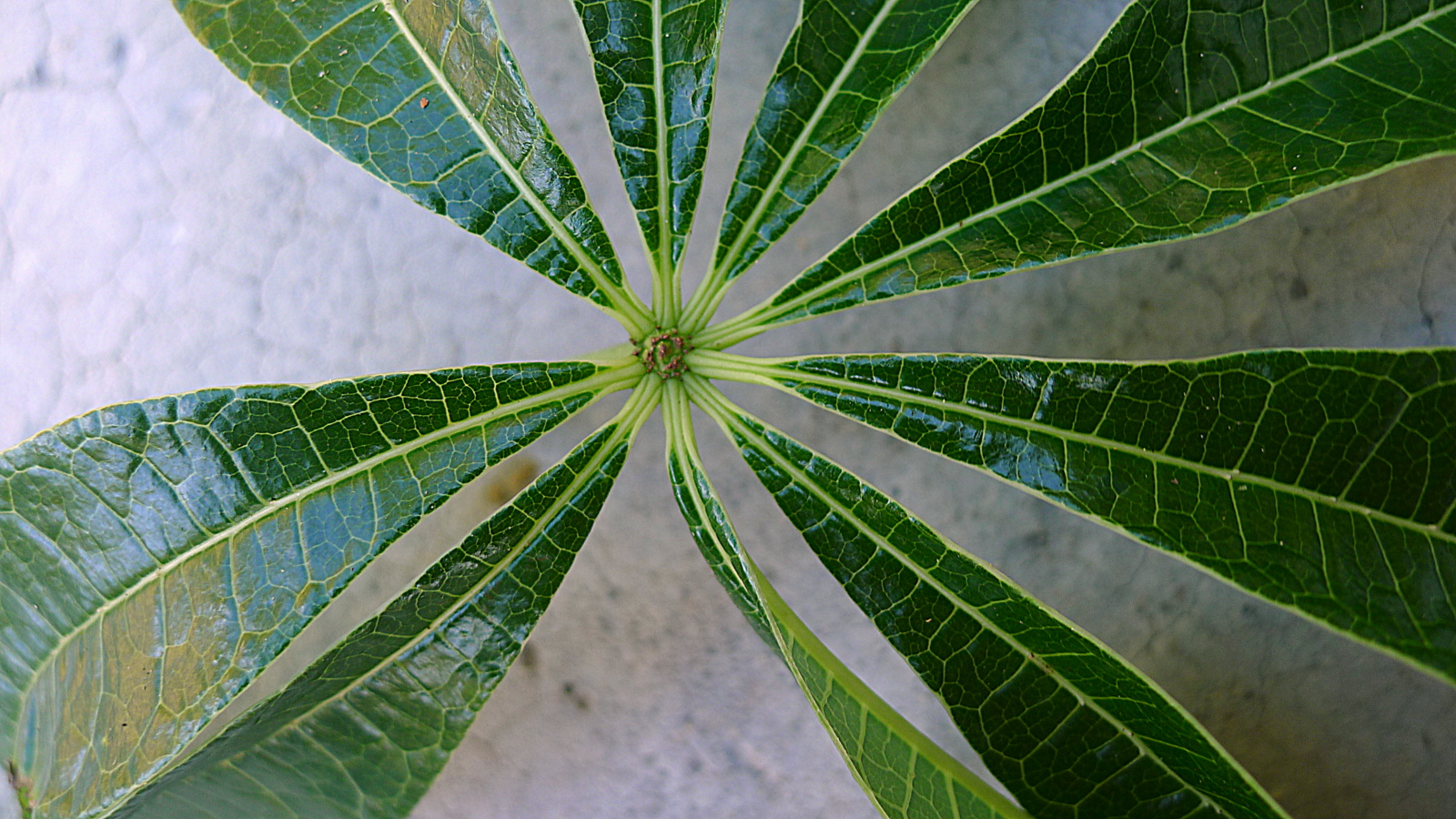
Base de la feuille de Jacaratia spinosa (face supérieure)
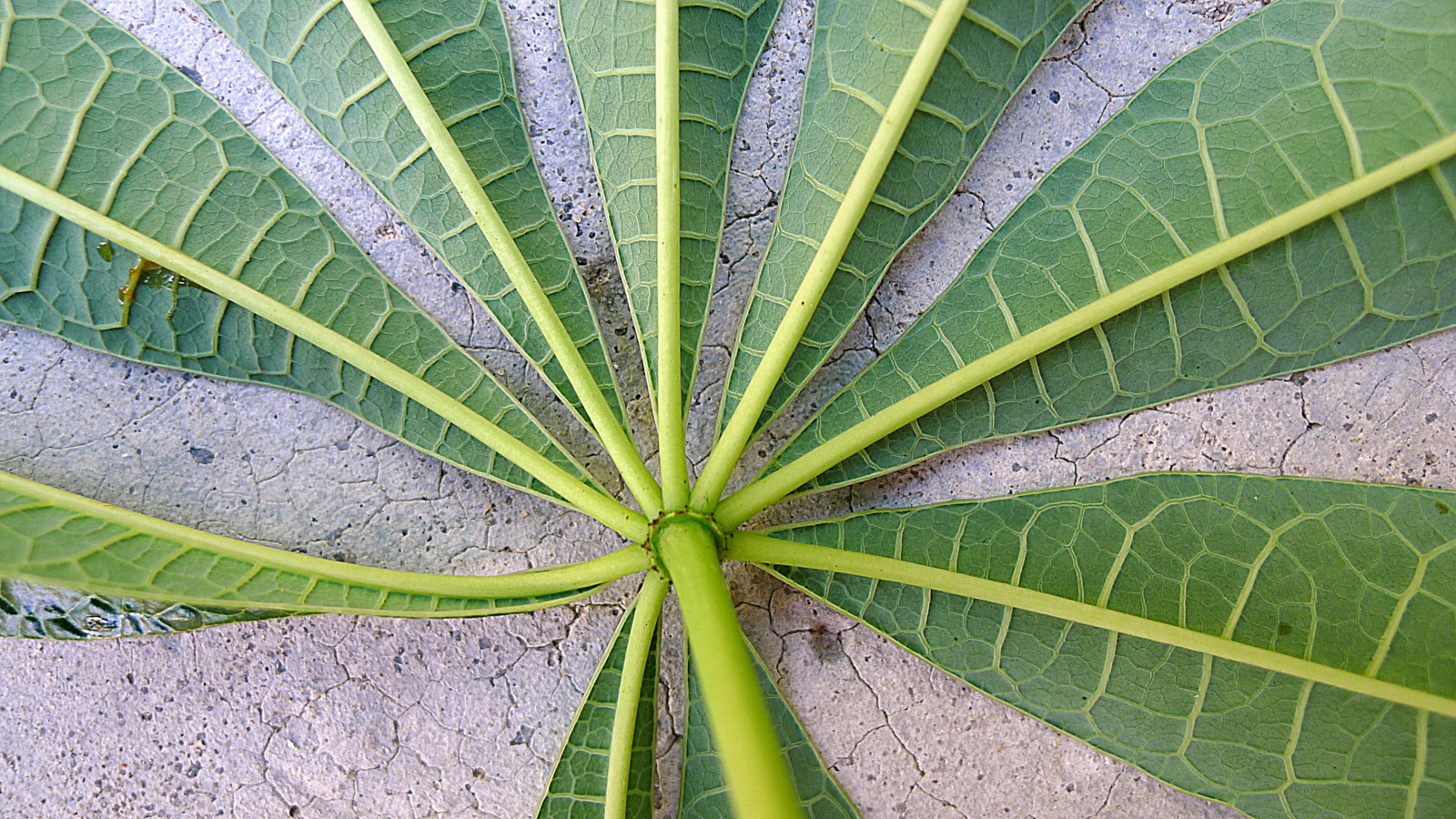
Bas de la feuille de Jacaratia spinosa (face inférieure)
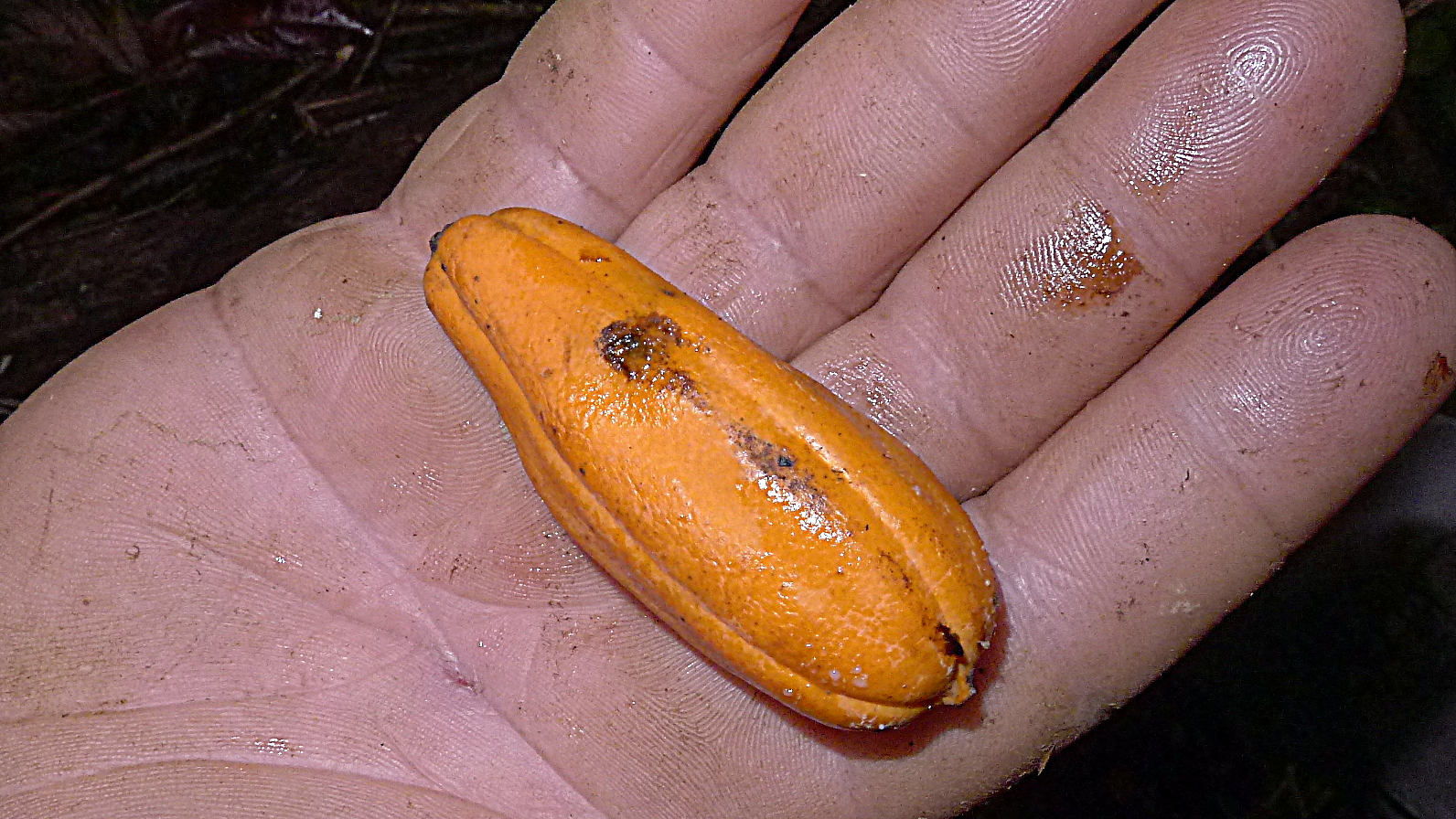
Fruit de Jacaratia spinosa
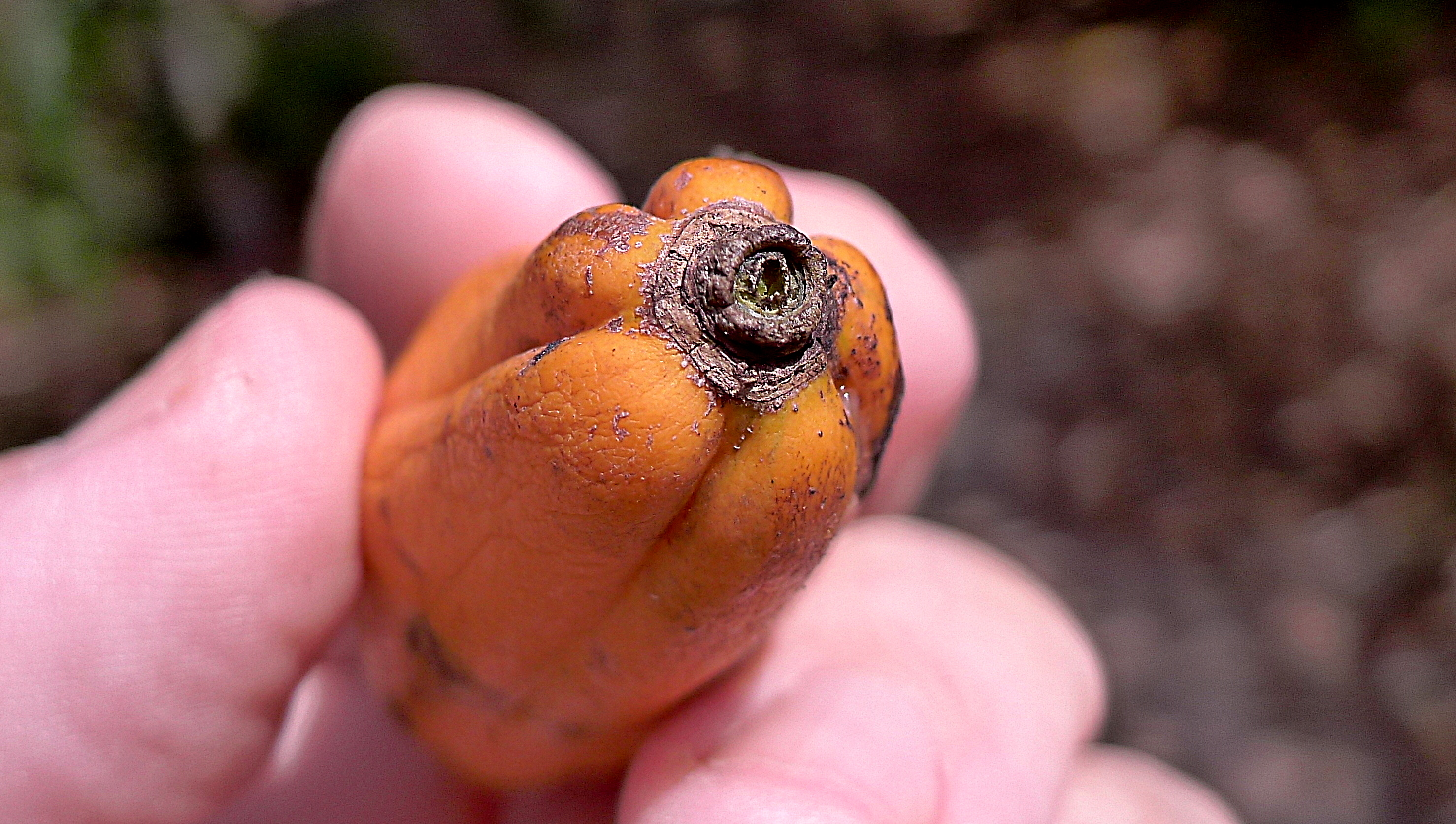
Fruit de Jacaratia spinosa
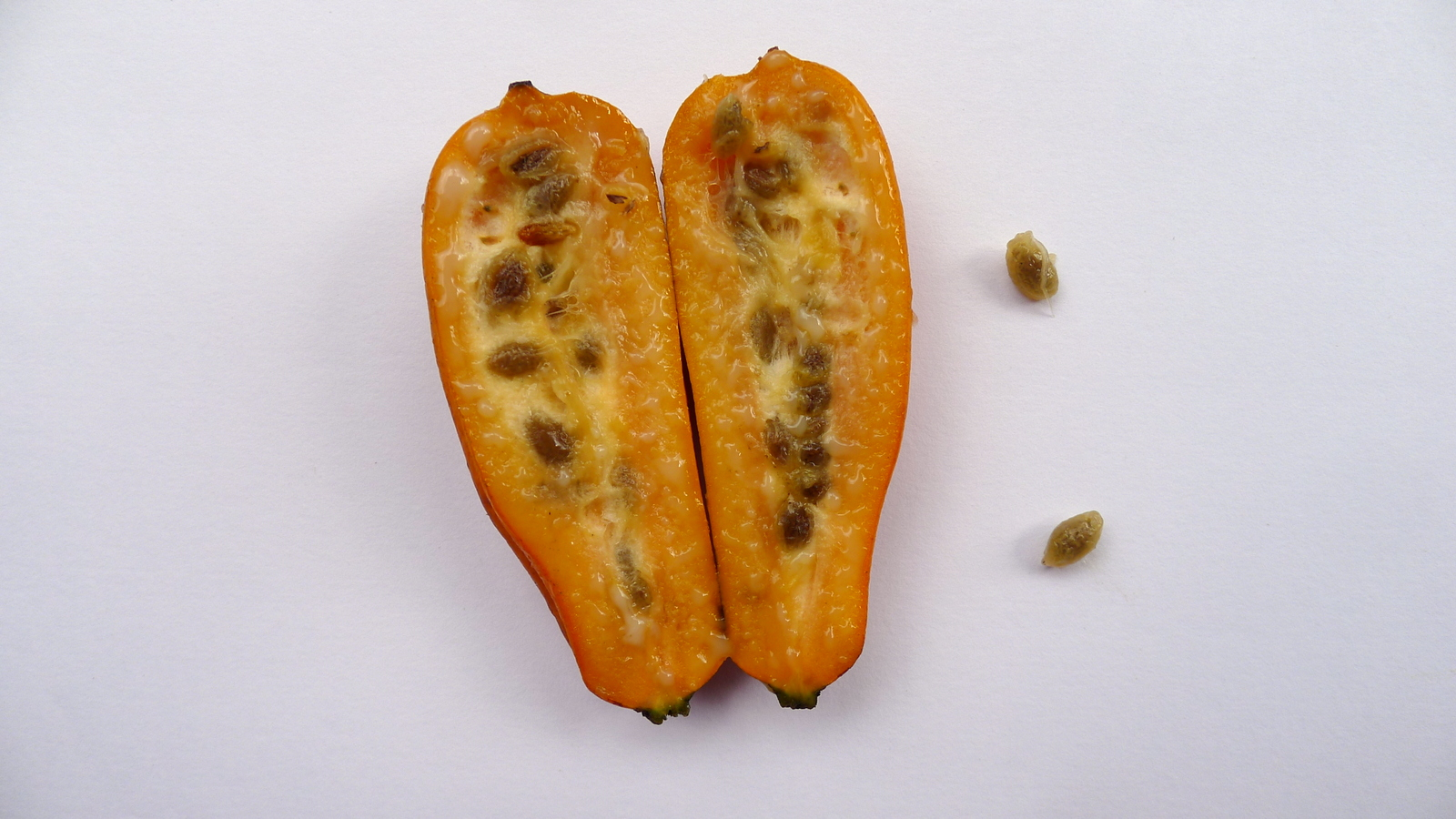
Fruit de Jacaratia spinosa (en coupe)
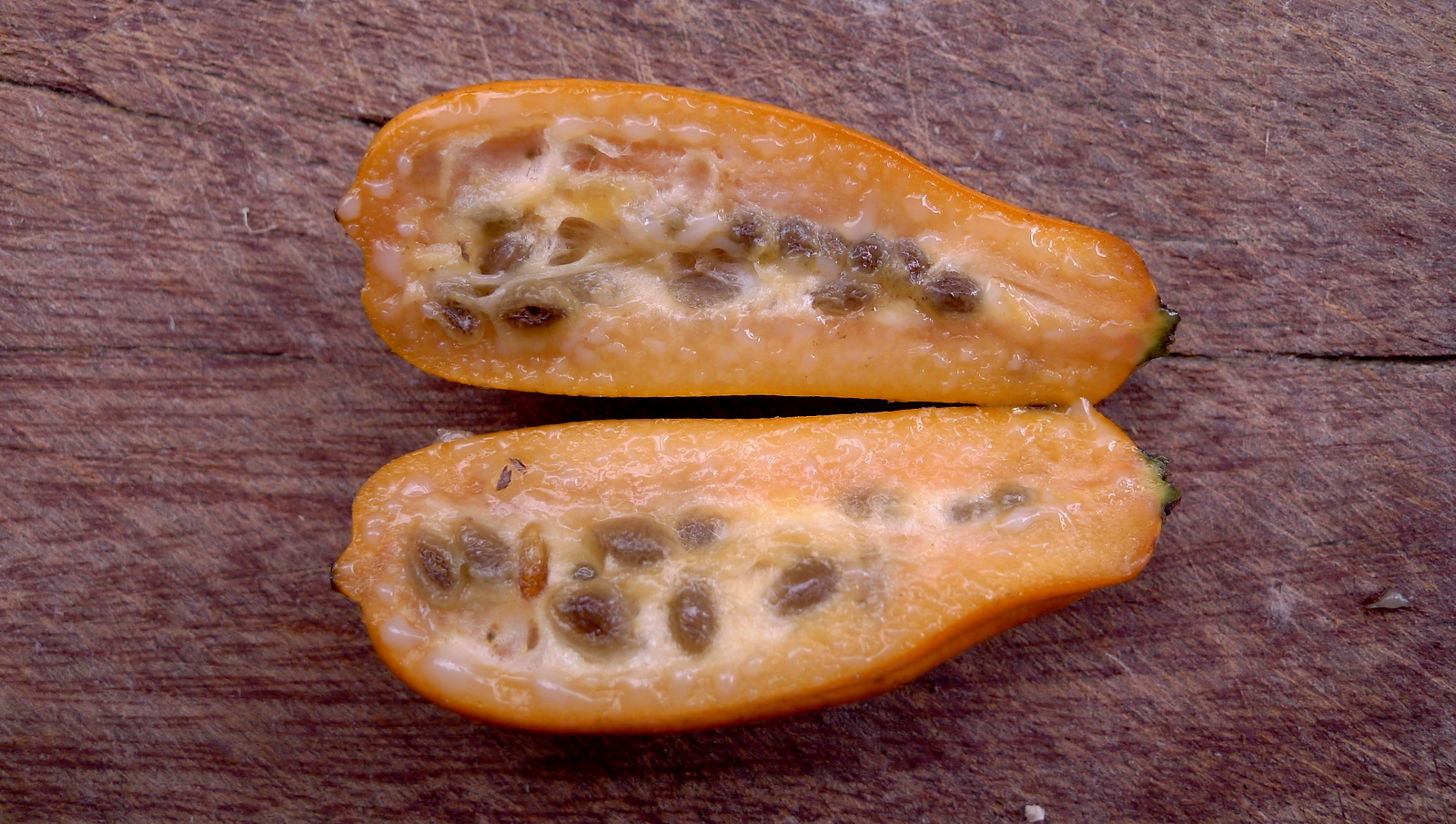
Coupe du fruit de Jacaratia spinosa
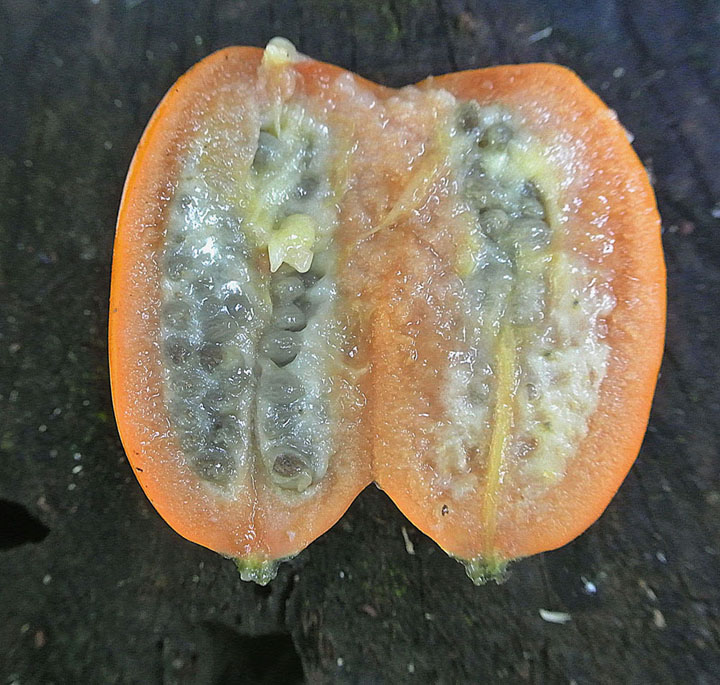
Coupe du fruit de Jacaratia spinosa